# Venezillo microphthalmus
Venezillo microphthalmus là một loài chân đều trong họ Armadillidae. Loài này được Arcangeli miêu tả khoa học năm 1932.